# Ростовцев, Михаил Васильевич
Михаил Васильевич Ростовцев (15 октября 1902, Вологда, Российская империя — 25 сентября 1985, Ленинград, СССР) — советский военный деятель, генерал-майор артиллерии (07.03.1943), член-корреспондент Академии артиллерийских наук (19.12.1949), кандидат военных наук (1949).

## Биография
Родился 15 октября 1902 года в городе Вологда. Русский.
С сентября 1917 года — накладчик кустарной фабрики точильных камней Ионсона в Москве.
В РККА — с октября 1918 года: красноармеец-разведчик 51-го тяжелого артиллерийского дивизиона 7-й Московской рабочей дивизии. С февраля 1919 года — помощник шофера — разведчик управления начальника артиллерии особой Интернациональной дивизии. С августа 1919 года — красноармеец 2-й Московской запасной артиллерийской бригады. В январе-июле 1920 года — курсант специального отделения партийных работников Московских окружных военно-хозяйственных курсов. В июле-августе 1920 года — секретарь аттестационного бюро политотдела Главного управления военно-учебных заведений. С августа 1920 года — красноармеец 1-го легкого артиллерийского дивизиона 1-й стрелковой дивизии, затем — тяжелого артиллерийского дивизиона 15-й Сивашской стрелковой дивизии. С ноября 1918 года по август 1919 года и в августе-декабре 1920 года участвовал в военных действиях против Врангеля.
С июня 1921 года — по партийной мобилизации уполномоченный Херсонского упродкома без исключения из списков РККА. С февраля 1922 года — в 15-й Сивашской стрелковой дивизии: курсант дивизионных военно-политических курсов; с декабря 1922 года — секретарь партийной организации — библиотекарь гаубичного артиллерийского дивизиона; с апреля 1924 года — помощник политрука легкого артиллерийского полка; с октября 1925 года — организатор по работе среди членов ВЛКСМ 15-го артиллерийского полка. С октября 1926 года — слушатель Киевской объединенной военной школы. С октября 1927 года — слушатель Сумской артиллерийской школы. С апреля 1928 года — в 40-м отдельном артиллерийском дивизионе 2-й артиллерийской дивизии в городе Детское Село Ленинградской области: помощник командира батареи; с октября 1929 года — начальник хозяйственного довольствия; с февраля 1931 года — командир-политрук батареи; с декабря 1931 года — начальник команды одногодичников. С июня 1932 года — командир дивизиона учебно-опытного полка разведывательной службы артиллерии.
С января 1933 года — слушатель, с ноября 1937 года — адъюнкт, с августа 1938 года — начальник кафедры артиллерийской инструментальной разведки Артиллерийской академии им. Ф. Э. Дзержинского. С января 1940 года — старший помощник начальника артиллерии 13-й армии. Участник советско-финляндской войны, за боевые отличия в которой был награждён орденом Красного Знамени.
С июля 1941 года — начальник разведывательного отдела штаба Главного управления начальника артиллерии Красной армии. С сентября 1941 года по март 1943 года участвовал в боевых действиях на Западном, Ленинградском, Брянском, Воронежском, Сталинградском, Юго-западном, Донском и Северо-западном фронтах. С декабря 1943 года — начальник кафедры разведки в артиллерии Артиллерийской академии им. Ф. Э. Дзержинского. С января 1953 года — начальник кафедры разведки в артиллерии филиала Артиллерийской академии им. Ф. Э. Дзержинского. С ноября 1953 года — начальник кафедры разведки в артиллерии Военной артиллерийской командной академии. С декабря 1958 года — заместитель начальника Научно-исследовательского артиллерийского института № 1 по артиллерийской разведке. С апреля 1961 года — в запасе.
Являлся крупным специалистом в области артиллерийской разведки, автором научных работ, разделов учебников и наставлений, принятых в Советской армии.
Умер 25 сентября 1985 года. Похоронен в Ленинграде на Северном кладбище.

## Награды
- орден Ленина (21.02.1945)[4][5]
- четыре ордена Красного Знамени (07.04.1940[6], 16.05.1944[7], 03.11.1944[8][5], 20.06.1949[6][5])
- орден Кутузова II степени (17.11.1945)[9]
- орден Отечественной войны I степени (04.02.1943)[10]
- два ордена Красной Звезды (22.02.1938[6], 08.10.1942[11])
  - медали в том числе:
  - «XX лет Рабоче-Крестьянской Красной Армии» (1938)[6]
  - «За оборону Ленинграда» (1944)[6]
  - «За оборону Москвы» (1944)[6]
  - «За оборону Сталинграда» (1943)[6]
  - «За победу над Германией в Великой Отечественной войне 1941—1945 гг.» (1945)[6]
  - «Ветеран Вооружённых Сил СССР» (1976)[6]
- знак «50 лет пребывания в КПСС»

## Труды
- Артиллерийская разведка Советской армии в Великой Отечественной войне. М., 1958 (соавтор Журин Б. И.);
- Артиллерийская разведка в противотанковой обороне // Артиллерийский журнал. 1942. № 3. С. 4-7;
- Артиллерийская разведка в артиллерийской наступательной операции // Артиллерийский журнал. 1942. № 6. С. 28-33;
- Больше внимания артиллерийскому наблюдению // Артиллерийский журнал. 1943. № 4. С. 1-3;
- Оперативность в артиллерийской разведке // Артиллерийский журнал. 1943. № 8-9. С. 2-6;
- Об анализе разведывательных данных в артиллерийских штабах // Артиллерийский журнал. 1943. № 11-12. С. 19-24;
- К вопросу об управлении артиллерийской разведкой // Артиллерийский журнал. 1944. № 7. С. 6-10;
- Некоторые итоги артиллерийской разведки в Отечественной войне // Артиллерийский журнал. 1945. № 8. С. 1-10 (соавтор Подфилипский И. В.).